# Incoronazione Maringhi

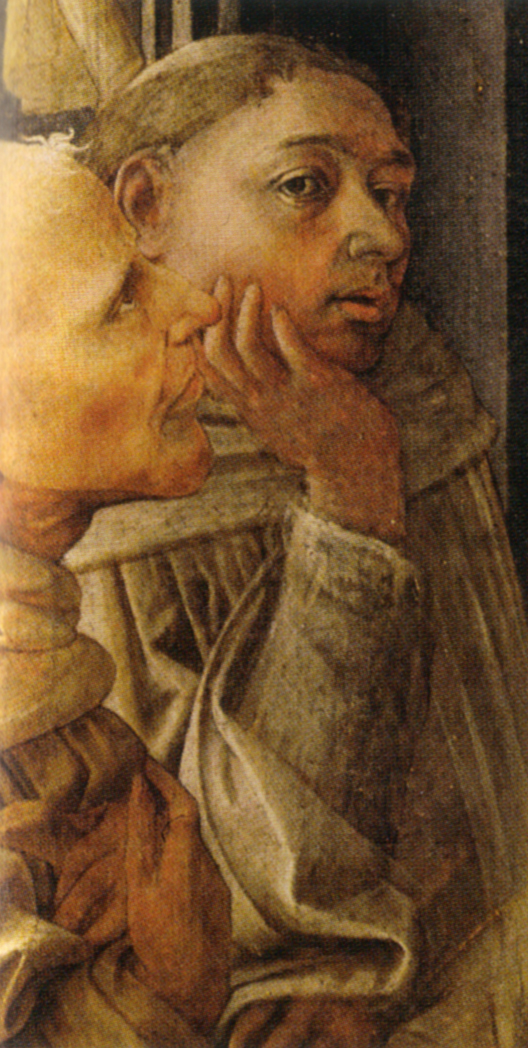
Fra Filippo Lippi autoportrait en carme.

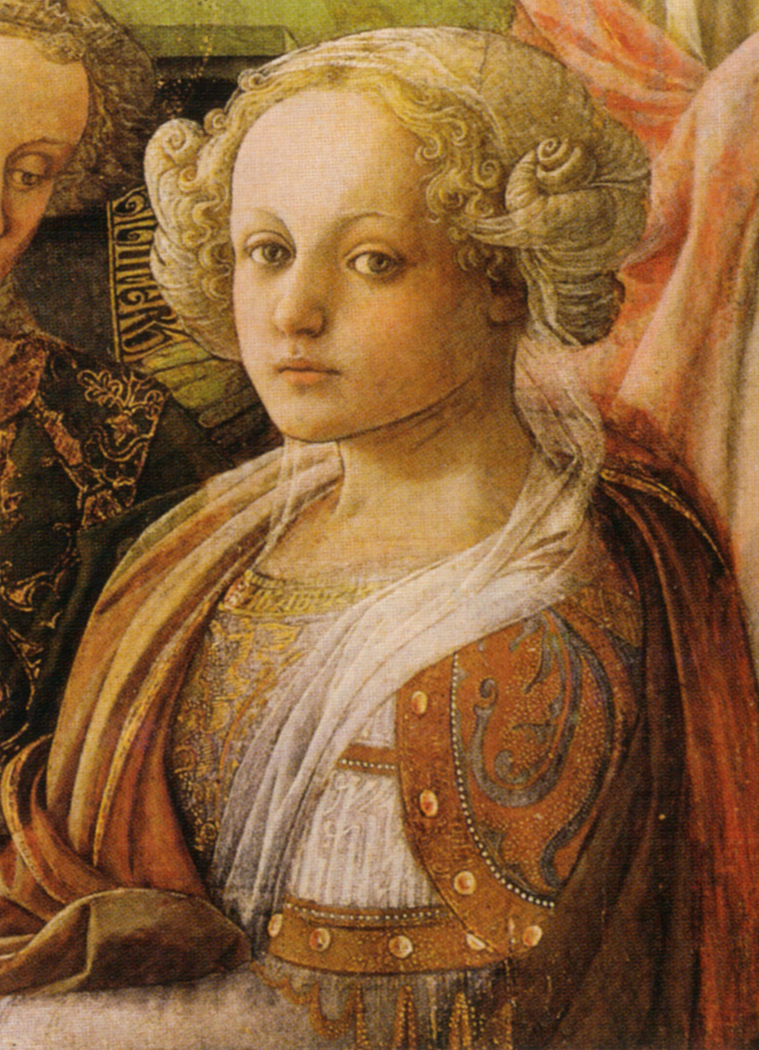
Théophiste.

L'Incoronazione Maringhi  ou Incoronazione della Vergine (en français Couronnement Maringhi) est un retable du Couronnement de la Vierge  réalisé par  Fra Filippo Lippi, terminé en 1447, et  conservé au  musée des Offices à Florence, exposé dans la Salle de Filippo et Filippino Lippi.

## Histoire
Francesco Maringhi procureur de l'église Saint-Ambroise,  laisse une somme d'argent pour qu'un retable soit réalisé pour le maître-autel après sa mort survenue en 1441. Plusieurs factures jusqu'en 1447 témoignent des travaux effectués. Fra Filippo Lippi, ayant quitté la robe de moine carme de Santa Maria del Carmine, a son propre atelier mais pas de moyens pour embaucher des assistants. Six peintres l'aidèrent (dont Piero di Lorenzo, Fra Diamante, Bartolomeo Corradini) ainsi que deux habiles charpentiers (Manno de'Cori et Domenico del Brilla) pour la réalisation du cadre doré (perdu).
Une prédelle sur la vie de saint Ambroise complétait le panneau central unique, mais seul un des éléments de 28,2 × 52,8 cm (Le Miracle des abeilles) subsiste et se trouve dans la Gemäldegalerie de Berlin. La perspective effacée du triptyque est clairement assumée dans ce panneau de la prédelle.

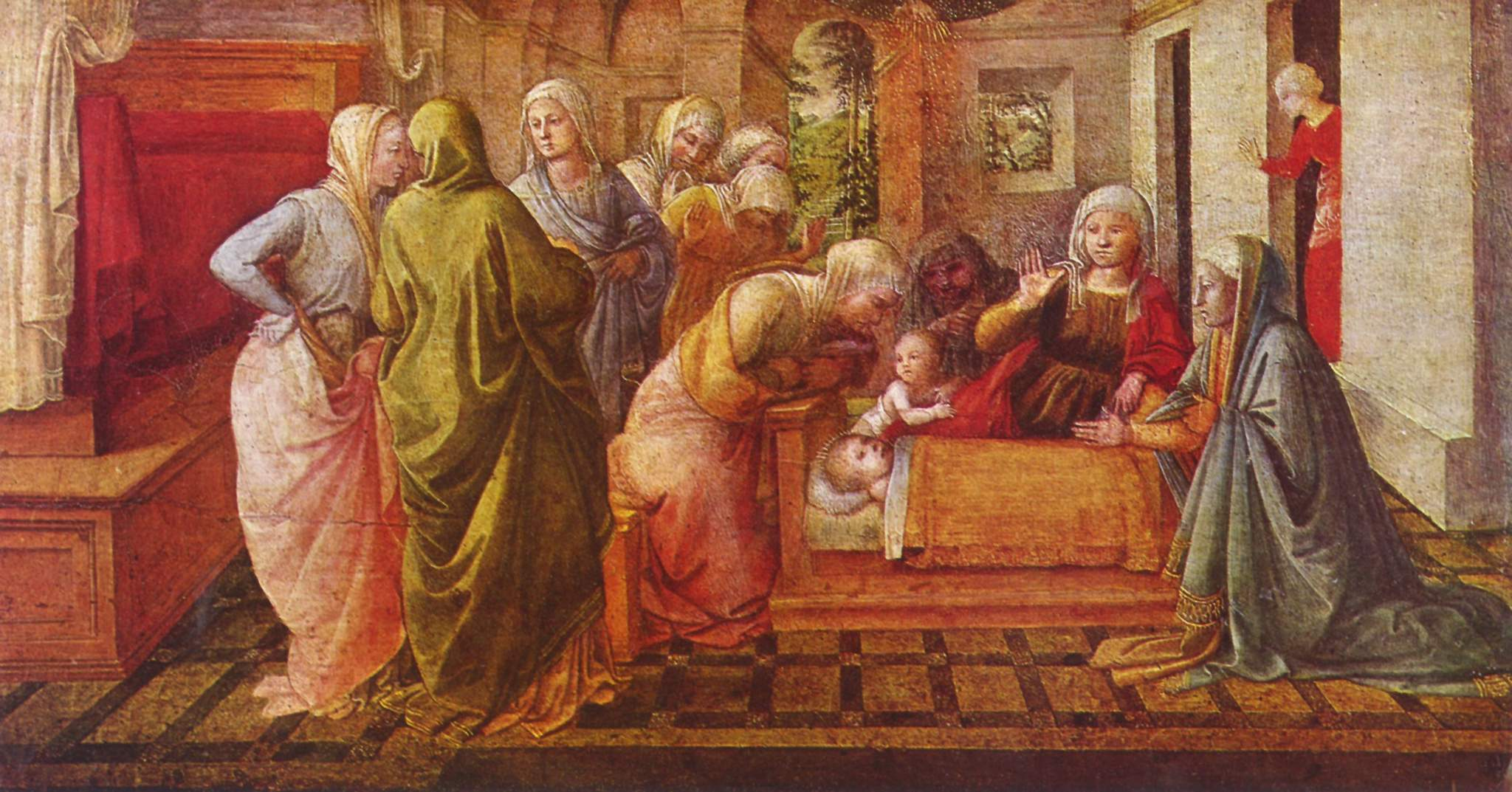
Le Miracle des abeilles (musée de Berlin), seul panneau subsistant de la prédelle

Le tableau resta à Saint-Ambroise jusqu'en 1810, fut volé ensuite et revendu à la Galerie de l'Académie en 1813 puis transféré au musée des Offices en 1919.
Il fut restauré en 1978.

## Thématique chrétienne
L'œuvre reprend un des thèmes de l'iconographie chrétienne, celui du  Couronnement de la Vierge, soit la Vierge Marie couronnée dans les cieux par son fils entourée d'anges dans l'espace divin et de saints plus bas, des donateurs et sa famille dans le registre terrestre.
Y figure également une Annonciation d'encadrement en tondi de 21 cm dans les deux voussures du triplet architectural symbolisant la Trinité dans le registre des cieux.

## Description
Conçu en faux triptyque, le panneau unique est divisé architecturalement en trois arches (sans colonnes porteuses), la centrale portant le couronnement de la Vierge effectué par un Jésus âgé et portant une tiare en Dieu régnant au Paradis, placé sur un trône dont on aperçoit les accoudoirs ouvragés de part et d'autre de la Vierge agenouillé ; le fond en niche à coquille complète le décor, avec deux anges placés de chaque côté tenant un phylactère transparent qui se déroule vers deux autres anges placés vers le registre terrestre du bas.
Les deux arcades latérales montrent un ciel bleu alterné de hachures de plus en plus foncé  en allant vers la droite ; des chœurs d'anges portant des branches de lys sont placés derrière un parapet. Deux médaillons rappellent les protagonistes de l'Annonciation. 
Le registre du bas affiche une foule de personnages, des anges, des rois debout sur les côtés, des figures agenouillés au centre avec des enfants. Un dernier ange dont on aperçoit que le buste porte un phylactère à fond blanc affichant IS•PERFECIT•OPUS (« Celui-ci a fini l'œuvre ») et, lui faisant  face, le donateur à genoux regardant la scène.
Les figures saintes reconnaissables sont les saints Ambroise debout à gauche et Jean le baptiste  debout à droite ;  au centre Martin de Tours et Job, Marie Madeleine, saint Laurent, le groupe de saint Eustache, sa femme Théophiste et leurs deux fils Teofisto et Agapio.
À remarquer l'absence d'auréoles des personnages divins et un autoportrait du peintre en moine sur la gauche regardant le spectateur. Saint Ambroise porte sa crosse  inversée, car non évêque du diocèse florentin.
La seule intention perspective s'affiche dans la niche à coquille et dans la fuite des accoudoirs du trône et celle des barrières latérales entourant l'estrade centrale, le pavage est pratiquement absent.

## Hommages
- Umberto Eco cite ce tableau dans son Histoire de la beauté (Storia della bellezza) de 2004.